# جوردان ثورنيلي
جوردان لوك ثورنيلي (بالإنجليزية: Jordan Luke Thorniley)‏ (مواليد 24 نوفمبر 1996) هو لاعب كرة قدم إنجليزي محترف يلعب كمدافع لنادي بلاكبول.